# Protogwiazda

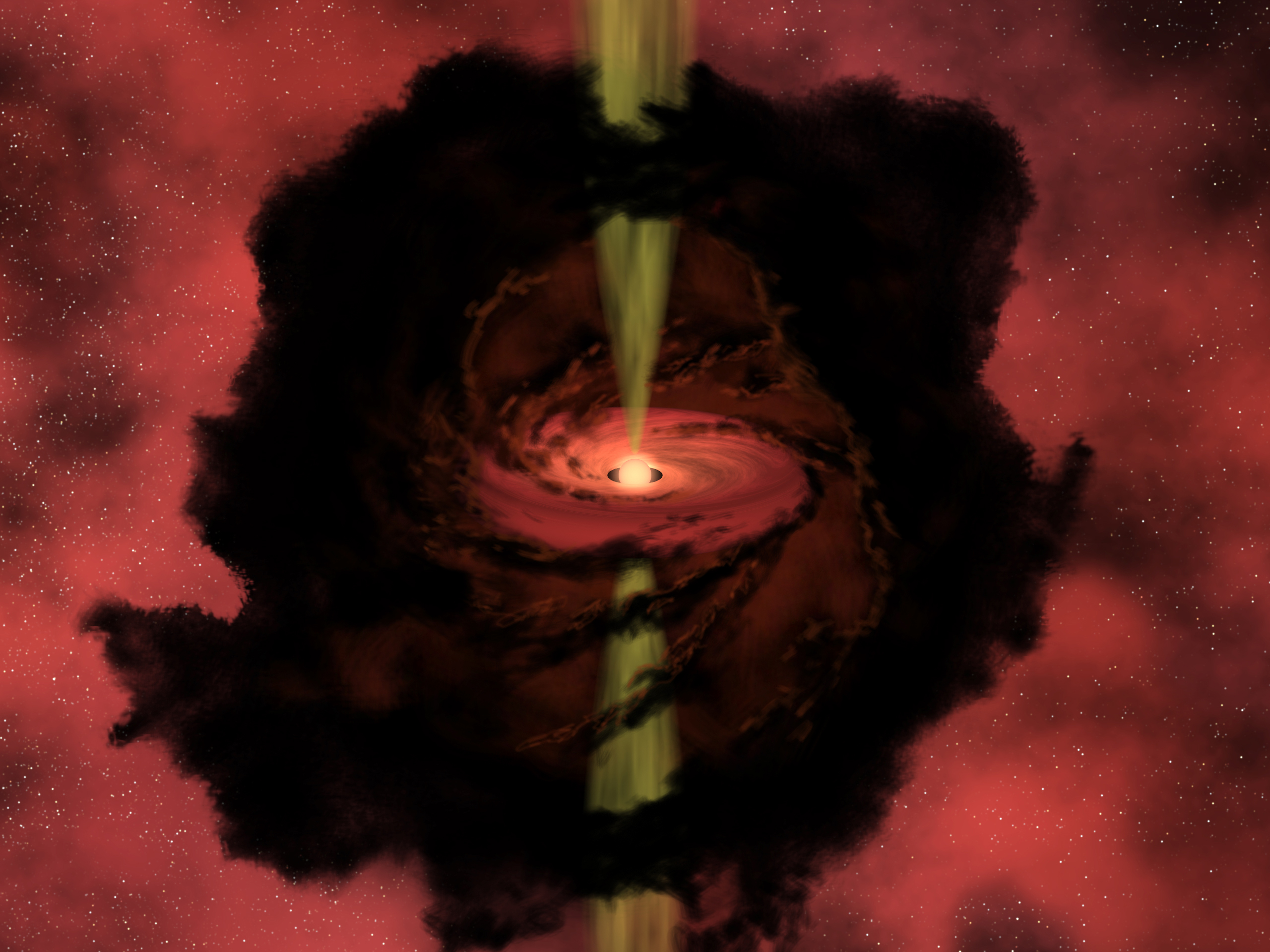
Wyobrażenie protogwiazdy ukrytej wewnątrz globuli Boka

Protogwiazda – bardzo młoda gwiazda, zbierająca masę z obłoku molekularnego i zapadająca się na skutek grawitacji, zanim zacznie emitować światło. W jej wnętrzu nie zachodzą jeszcze reakcje termojądrowe. Emituje ona promieniowanie cieplne z zakresu mikrofal i podczerwieni na skutek kurczenia się.
Protogwiazda o masie Słońca gromadzi masę przez około 5·105 lat. Czas ten jest wyjątkowo krótki w porównaniu do czasu życia gwiazdy, jest to krótki czas nawet w porównaniu do czasu dojścia gwiazdy do ciągu głównego, kiedy gwiazda tworzy hel z wodoru, wynoszący dla gwiazdy o masie Słońca około 3·107 lat.
Kurczeniu się protogwiazdy towarzyszy wzrost gęstości i temperatury w jej wnętrzu. Od pewnego momentu zaczynają zachodzić reakcje jądrowe i stopniowo kurczenie się protogwiazdy zostaje zatrzymane, a obiekt staje się gwiazdą ciągu głównego w diagramie Hertzsprunga-Russella. Dzieje się tak, gdy kurcząca się masa jest większa niż około 8% masy Słońca. Obiekt o mniejszej masie nigdy nie wytwarza warunków do efektywnego zachodzenia reakcji termojądrowych i kończy ewolucję jako brązowy karzeł.

## Ewolucja protogwiazdy

### Obłok molekularny

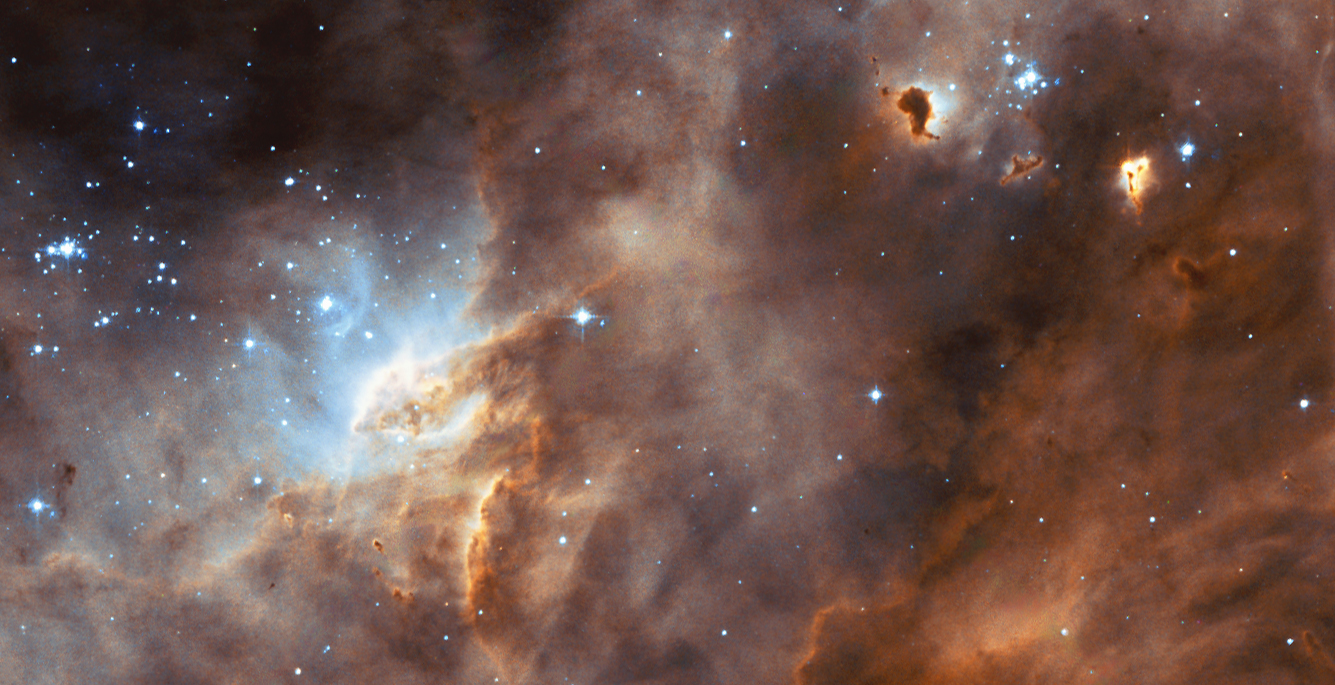
Rejon gwiazdotwórczy N11B w Wielkim Obłoku Magellana

Protogwiazda jest bezpośrednim produktem kolapsu grawitacyjnego zagęszczenia w obłoku molekularnym w ośrodku międzygwiazdowym. Większość obłoków molekularnych jest w stanie równowagi dynamicznej, w której grawitacja obłoku dążąca do jego zapadnięcia się jest równoważona przez ciśnienie atomów i cząsteczek, z których składa się obłok (jest to gaz o temperaturze około 10 K zawierający około 100 cząstek w cm³). Obłoki tego typu mogą być obserwowane, gdyż zawarty w nich pył kosmiczny jest rozgrzewany przez pobliskie gwiazdy i emituje w podczerwieni. Chociaż naddźwiękowe ruchy są obserwowane w obłokach molekularnych, to rozkład względnych prędkości w małym obszarze powinien być zbliżony do termicznego. Jeśli rdzeń chmury cząsteczkowej jest związany grawitacyjnie, a siłą przeciwdziałającą zapadaniu jest ciśnienie ruchu cieplnego cząstek, to by obłok molekularny o masie Słońca pozostawał w równowadze, musi mieć promień przynajmniej 0,1 parseka. Obserwacje potwierdzają te właściwości. Obłoki molekularne nie są stabilne przez długi czas, a gwiazdy powstają w nich w niedługim czasie po utworzeniu się obłoków, świadczy o tym obserwacja liczebności faz ewolucji obłoku oraz to, że gwiazdy powstałe z jednego obłoku mają rozpiętość wieku mniejszą niż 10 milionów lat. Załamanie tej równowagi może nastąpić spontanicznie, z powodu turbulencji wewnątrz obłoku lub, częściej, może być wywołane przez jakieś zewnętrzne zdarzenie, takie jak fala uderzeniowa pobliskiej eksplozji supernowej, zderzenie dwóch obłoków, siła pływowa zbliżenia do galaktyki czy też zderzenie galaktyk, jak i z innych powodów zaburzających stan gazu.
Niezależnie od źródła zakłóceń może powstać w regionie obłoku obszar o zwiększonej gęstości, w którym siła grawitacji przewyższa siłę ciśnienia cieplnego, powodując zapadanie się obłoku. Etap protogwiazdy – czyli od rozpoczęcia kurczenia się obłoku aż do przejścia w stan gwiazdy ciągu głównego – dla gwiazdy o masie Słońca trwa zazwyczaj około 10 milionów lat; gwiazdy znacznie bardziej masywne przechodzą ten proces szybciej. Gwiazda o masie 15 M☉ osiągnie ciąg główny po około 100 tysiącach lat.
Poszerzenie linii widmowych emitowanych (efekt Dopplera) przez obłoki molekularne świadczy, że lokalnie materia porusza się z prędkościami większymi od prędkości dźwięku, te turbulentne ruchy wpływają na stabilizację obłoków.

### Swobodne zapadanie się obłoku

Kolejne fazy zapadania się obłoku aż do utworzenia protogwiazdy.

Zapadanie izotermiczne albo faza swobodnego spadku
Gaz o bardzo małej gęstości z pewną ilością pyłu zapada się początkowo izotermicznie. Pył zapewnia efektywną emisję w dalekiej podczerwieni, cząsteczki wodoru, zderzając się z pyłem, są w nim w równowadze termicznej . Na tym etapie i w następnych ważną rolę odgrywa pole magnetyczne, które zagęszcza się wraz z zagęszczaniem materii, odpowiadają za to jony i elektrony znajdujące się w obłoku. Ciśnienie pola magnetycznego spowalnia zapadanie, ale w wyniku dyfuzji ambipolarnej jonów i elektronów pole magnetyczne powoli wycieka z zagęszczenia, pozwalając na dalsze zagęszczanie. Materia odpływa z regionów obłoku o najmniejszej gęstości do obszarów o większej gęstości, zaczynają tworzyć się obszary o zwiększonej gęstości, zwane gęstymi rdzeniami.
Obłok międzygwiazdowy pozostaje w stanie równowagi hydrostatycznej, jak długo energia kinetyczna gazu, który wytwarza nacisk na zewnątrz, jest równoważona przez energię potencjalną grawitacji, która dąży do ściśnięcia obłoku. O równowadze decyduje też turbulencja. Jednakże gdy masa obłoku jest taka, że ciśnienie gazu nie jest wystarczające, aby zrównoważyć ciężar, to obłok zaczyna wykazywać niestabilność, która powoduje zapadanie grawitacyjne. Graniczna masa, poza którą obłok zmierza ku zapadnięciu, nazywa się masą Jeansa. Obłoki nie spełniające kryterium Jeansa mogą ulegać fragmentacji. Parametry obłoku o krytycznej masie wyrażane są przez prędkość dźwięku w ośrodku, zależną od masy cząsteczkowej gazu i temperatury {\displaystyle T} oraz gęstości obłoku {\displaystyle \rho }, albo wyrażone poprzez gęstość i temperaturę:
{\displaystyle M_{j}=\left({\frac {5kT}{Gm}}\right)^{3/2}\left({\frac {3}{4\pi \rho }}\right)^{1/2},}
{\displaystyle M_{j}\approx T^{3/2}\rho ^{-1/2},}
gdzie:
{\displaystyle k} – stała Boltzmanna,
{\displaystyle G} – stała grawitacji.
W początkowej fazie zapadanie gazu jest zbliżone do spadku swobodnego na centralne zagęszczenie, dlatego ten etap powstawania gwiazdy nazywa się fazą swobodnego spadku (free-fall). Przyjmując symetrię kulistą oraz stałą gęstość zapadającego się obłoku czas spadania określa wzór :
{\displaystyle t_{ff}\approx {\sqrt {\frac {1}{G\rho }}}.}
Z wzoru tego wynika, że czas zapadania w fazie swobodnego spadku zależy jedynie od gęstości, a nie zależy od wielkości obłoku. Przykładowo większa szybkość zapadania przy większej gęstości prowadzi do tego, że zagęszczenie najszybciej następuje wokół gęstego rdzenia. Przykładowo obłok o gęstości takiej, jaką ma globula Boka, zapadałby się izotermicznie w czasie około 500 000 lat. Przyjęte założenia są przybliżeniem, ciśnienie wewnętrzne sprawia, że materia zapada się wolniej, niż wskazuje to czas wolnego spadku.

### Zapadanie adiabatyczne – pierwsze stabilne jądro
Zagęszczanie się obłoku prowadzi do zmniejszenia jego przeźroczystości i wzrostu jego temperatury. Zmętnienie obłoku, zwiększane także przez wzrost temperatury, sprawia, że energia uwalniająca się w wyniku zapadania w gęstych rdzeniach nie może być z nich wypromieniowana, przemiana gazowa zmienia się w adiabatyczną. Cząsteczki wodoru mają 5 stopni swobody, dlatego wykładnik adiabaty jest równy 7/5, a temperatura jest proporcjonalna do gęstości w potędze (5+2)/5−1 = 0,4, te właściwości wodoru cząsteczkowego sprawiają, że jądro kondensacji przeciwstawia się dość skutecznie zagęszczaniu. Gdy gęstość osiągnie 1013–1014 cząstek na cm³, wówczas temperatura osiąga 100–200 K, warunki te zmniejszają szybkość zapadania, w wyniku tego powstaje układ zwany pierwszym stabilnym jądrem. Orientacyjne parametry jądra, z którego utworzy się gwiazda o masie Słońca, wynoszą: średnica – 5 AU, masa – 5% końcowej masy, a gęstość – 1·10−10 g cm−3.

### Przemiany gazowe – załamanie się pierwszej stabilności
Związek taki zachodzi do temperatury 2000 K, powyżej tej temperatury rozpoczynają się przemiany materii pochłaniające energię. Ważniejsze z nich to rozpad cząsteczek wodoru na atomy, rozpad atomów wodoru na jon wodorowy i elektron, jonizacja helu. Wszystkie te procesy pochłaniają energię, umożliwiając zwiększenie gęstości, czyli szybsze zapadanie, przy niewielkim wzroście temperatury. Przemiany gazowe wywołują znaczną zmianę własności materii budującej protogwiazdę. W temperaturze powyżej 7000 K główny składnik materii protogwiazdy (wodór) jest plazmą składającą się z jąder atomowych i elektronów. Ośrodek ten jest niemal nieprzeźroczysty dla promieniowania elektromagnetycznego. Jądra atomowe i elektrony mają 3 stopnie swobody, dlatego współczynnik adiabaty jest równy 5/3, a temperatura jest proporcjonalna do gęstości w potędze 2/3, co zmniejsza pojemność cieplną ośrodka, a tym samym zmniejsza szybkość zapadania się materii.
Zapadanie przez akrecję

Protogwiazda w fazie akrecji z obłoku:
1. opadający obłok,
2. podczerwona fotosfera (false photosphere),
3. powłoka pyłowa (optycznie nieprzezroczysta),
4. sfera sublimacji pyłu,
5. hydrostatyczny rdzeń protogwiazdy.

Wynikiem pierwszego zapadania jest hydrostatyczne jądro o niewielkiej masie, które musi następnie przejść fazę akrecji. Hydrostatyczne jądro złożone z plazmy uznawane jest za protogwiazdę. Protogwiazda gromadzi masę, powoli rośnie temperatura w jej centrum. Zapadanie obłoku jest najszybsze tuż nad powierzchnią protogwiazdy, w wyniku czego wokół gwiazdy występuje niemal pusta powłoka (o małym zmętnieniu), otoczona sferą o dużej zawartości pyłu i gazu, którą otacza sfera chłodnego gazu. Na powierzchnię niemal statycznego jądra opada z dużą prędkością materia tworząc szok akrecyjny, to z powierzchni jądra w wyniku zderzania się z nim opadającej materii generowana jest większość promieniowania. Promieniowanie to z zakresu optycznego nie jest w stanie przebić się przez zewnętrzną warstwę pyłu, jest przez nią pochłaniane i emitowane w postaci promieniowania podczerwonego, tworząc pyłową fotosferę protogwiazdy o promieniu około 70 au. Protogwiazda nie jest widoczna w zakresie optycznym. Otoczka pyłowa ma wewnętrzną średnicę kilku jednostek astronomicznych, jest ona od wewnątrz rozgrzewana promieniowaniem protogwiazdy, silnie ogrzane ziarna pyłu sublimują w temperaturze około 1500 K, przestając pochłaniać promieniowanie. W temperaturze poniżej 2000 K cząsteczkowy wodór też nie pochłania promieniowania, w miarę wyparowywania pyłu promieniowanie widzialne dochodzi coraz dalej, aż w końcu przebije się przez pył.

HH 30. Otoczenie gwiazdy w trakcie jej narodzin.

Średnia energia termiczna cząsteczki H2 w temperaturze 2000 K jest równa 0,74 eV, podczas gdy proces dysocjacji cząsteczki wodoru pochłania 4,48 eV, jonizacja atomu wodoru – 13,6 eV, a jonizacja helu – 75 eV. Zgodnie z twierdzeniem o wiriale energia cieplna stanowi połowę utraconej energii grawitacyjnej, z zasady zachowania energii od początku zapadania do stanu plazmy wynika:
{\displaystyle -{\frac {1}{2}}{\frac {3}{5}}{\frac {GM}{R}}+E_{i}+Lt=0.}
Kolejne składniki wzoru to energia grawitacji, energia jonizacji {\displaystyle (E_{i}),} energia wypromieniowana przez obłok ({\displaystyle L} – jasność, {\displaystyle t} – czas). Z powyższej zależności, pomijając energię wypromieniowaną {\displaystyle (Lt)} przez protogwiazdę, można oszacować maksymalny promień protogwiazdy po jonizacji gazów:
{\displaystyle R_{max}={\frac {3}{10}}{\frac {GM^{2}}{E_{i}}}=36R_{s}\left({\frac {M}{M_{s}}}\right).}
Z zależności tej wynika, że Słońce w tej fazie miało promień co najwyżej 36 razy większy niż obecny oraz że promień protogwiazdy jest proporcjonalny do jej masy.

### Obrót obłoku
Model zapadania się nieobracającego się obłoku nie może wyjaśnić szeregu zjawisk, które towarzyszą powstawaniu gwiazd. Przykładem są występujące wokół młodych gwiazd dyski akrecyjne, dyski protoplanetarne, dżety i odpływy binarne.
Obrót staje się ważnym czynnikiem, gdy siła odśrodkowa jest porównywalna z siłą grawitacji. Jeżeli rdzeń obraca się szybko, to rozpada się na dwa lub więcej obłoków, część momentu pędu pobiera krążenie fragmentów wokół wspólnego środka masy, tworząc układ gwiazd podwójnych. Obłoki z mniejszym momentem pędu mogą tworzyć tylko jedną gwiazdę. Tworząc gwiazdę, nawet początkowo bardzo powoli obracający się obłok zawiera znacznie więcej momentu pędu niż ostateczna gwiazda, moment pędu musi być zabrany bez rozbijania obłoku. Zatem praktycznie wszystkie pojedyncze gwiazdy – i zapewne wiele systemów podwójnych – są otoczone dyskiem na wczesnym etapie ich powstawania. Choć gwiazda może zawierać większą część początkowej masy, większość momentu pędu jest na dysku i przechodzi do powstałych z niego planet. W Układzie Słonecznym 99,8% masy znajduje się w Słońcu, a zawiera ono tylko 2% momentu pędu układu.
Dla obracającej się protogwiazdy w fazie akrecji warstwy nie mają kształtu kuli, a są spłaszczone i cieńsze na biegunach niż na równiku, spłaszczenie narasta, a wypływy przebijają się przez powłokę pyłowo-gazową w pobliżu biegunów, tworząc wypływy binarne. Wypływowi wzdłuż osi wirowania protogwiazdy sprzyja też bipolarne pole magnetyczne. 

Ścieżki ewolucji gwiazd (niebieskie) na diagramie H-R, od narodzin gwiazdy (górna czarna linia) do wejścia na ciąg główny (ZAMS dolna czarna linia).

### Konsekwencje zapadania
Ilość materiału, jaki jest w stanie zgromadzić powstająca gwiazda, nieodwracalnie wpływa na jej późniejsze losy. Protogwiazda zapada się w dalszym ciągu, temperatura w jej centrum rośnie. Jeśli protogwiazda zgromadzi mniej masy niż 0,08 M☉, nie uzyska w centrum temperatury wystarczającej do reakcji termojądrowych, będzie powoli zapadała się, wypromieniowując energię zapadania. Gdy temperatura w plazmie osiągnie milion kelwinów, rozpoczyna się synteza, w wyniku której z deuteru z wodorem powstaje Hel-3. Deuteru w pierwotnej materii jest niewiele, 30–50 jąder deuteru przypada na milion jąder protu, jednak energia spalania deuteru jest porównywalna z energią zapadania protogwiazdy o masie zbliżonej do masy Słońca . Protogwiazda w pobliżu dolnej granicy zużywa deuter bardzo wolno, temperatura w jej centrum nie wzrośnie już i pozostanie na tym etapie ewolucji do końca będąc brązowym karłem. Gwiazda o masie poniżej masy Słońca pali deuter dość wolno, konwekcja nadąża dostarczać deuter do centrum gwiazdy. Dla gwiazd o masie 2 Słońc deuter w centrum wypala się dość szybko, następnie pali się w powłoce ponad jądrem . Energia dostarczana przez fuzję deuteru podgrzewa plazmę, zmniejszając jej gęstość, co zmniejsza szybkość fuzji. Zjawisko to utrzymuje gwiazdę na tym etapie ewolucji, dopóki wystarczy deuteru. Po wypaleniu deuteru w temperaturze około 2,5 mln K dochodzi do rozpadu litu z udziałem wodoru na hel (7Li +1H = 2 4He). Dopiero temperatura 10 mln K jest wystarczająca do tego, by przeprowadzać syntezę wodoru w hel w cyklu protonowym i stać się pełnoprawną gwiazdą. Od narodzin gwiazdy aż do przejścia jej do ciągu głównego, który osiąga na linii zwanej ciągiem głównym wieku zero (ZAMS), gwiazda przechodzi przez cykl zmian określany jako cykl przed ciągiem głównym. Gwiazdy o masie ponad 8 mas Słońca mają w centrum tak dużą gęstość i ciśnienie, że warunki do spalania wodoru uzyskują niemal jednocześnie z rozpoczęciem spalania deuteru. Gwiazda taka od razu przechodzi do ciągu głównego .

### Narodziny gwiazdy
Protogwiazda zmienia się w gwiazdę, gdy może być obserwowana w optycznym zakresie promieniowania elektromagnetycznego. Dzieje się tak, gdy większość pyłu i gazu otaczającego protogwiazdę opadnie na nią lub zostanie wywiana. W fazie tej protogwiazda akumuluje jeszcze 10−5 masy Słońca na rok. Zbiór miejsc na diagramie Hertzsprunga-Russella, gdzie znajdują się nowo widoczne gwiazdy, nazywa się linią narodzin gwiazd (birthline), znajduje się ona powyżej ciągu głównego.
| Klasa     | Widmo | Czas    | Opis |
| --------- | ----- | ------- | --- |
| Klasa 0   |       | 104 lat | Początkowy etap tworzenia protogwiazdy.                                                                                           |
| Klasa I   |       | 105 lat | Protogwiazda otoczona grubą powłoką i dyskiem akrecyjnym, niewielka część promieniowania protogwiazdy przebija się przez otoczkę. |
| Klasa II  |       | 106 lat | Młoda gwiazda. Ilość promieniowania gwiazdy jest porównywalna z promieniowaniem otoczki i dysku.                                  |
| Klasa III |       | 107 lat | Promieniowanie gwiazdy dominuje nad promieniowaniem dysku, nie ma długofalowego promieniowania otoczki.                           |

## Odstępstwa
Opisany wyżej model ewolucji nie obejmuje gwiazd podwójnych, a według obserwacji astronomicznych około połowy gwiazd w Mlecznej Drodze to gwiazdy podwójne. Protogwiazdy o masie większej niż 10 mas Słońca tworzą się znacznie szybciej, ich model powstawania różni się od wyżej opisanego.

## Klasyfikacja młodych obiektów gwiazdowych
Młode obiekty tworzące gwiazdy klasyfikuje się według emitowanego promieniowania mikrofalowego i podczerwonego, dzieląc je na 4 klasy (0, I, II i III). Protogwiazdy to obiekty klasy 0 i I. Obiekty klasy 0 emitują promieniowanie podczerwone o długości fali większej od 20 μm, odpowiadające promieniowaniu ciała doskonale czarnego o temperaturze kilkudziesięciu kelwinów. Obiekty klasy I emitują promieniowanie, które jest złożone z emisji ciał o różnej temperaturze, odpowiadające promieniowaniu protogwiazdy, dysku akrecyjnego i otoczki, przy czym dominuje niskotemperaturowe promieniowanie otoczki. Obiekty klasy II i III uważane są za młode gwiazdy przed wejściem na ciąg główny. Emitują one promieniowanie, w którym dominuje promieniowanie o małej długości fali, odpowiadające promieniowaniu młodej gwiazdy. Promieniowanie otoczki jest zauważalne w klasie II i niewielkie w klasie III.